# Prețul cel bun
Prețul cel bun este o emisiune concurs de televiziune care este difuzată de postul Antena 1 și a debutat în septembrie 2021. Este varianta românească a francizei The Price Is Right care a fost prima dată difuzată în Statele Unite ale Americii în anul 1956.
Concurenții participă ca să câștige premii în bani și produse dacă ghicesc prețul produselor puse în joc.

## Format
Versiunea originală a showului The Price Is Right a fost difuzată de NBC în perioada 1956-1963, apoi până în 1965 la ABC. Patru concurenți participau într-un concurs în stilul unei licitații, în funcție de rundă având dreptul să liciteze cât mai aproape de prețul real de vânzare cu amănuntul al unui produs, fără a depăși acest preț. În funcție de premiu, concurenților fie li s-a permis, la rândul lor, să facă mai multe oferte, fie au fost restricționați la o singură ofertă. În primul caz, fiecare concurent ar licita pentru un articol până când se aude o sonerie. Concurentul ar putea face o ofertă finală sau putea rămâne la suma licitată anterior. Concurentul a cărui ofertă se apropia cel mai mult de valoarea corectă a premiului, dar nu o depășea, câștiga produsul. De asemenea, a existat un joc special pentru spectatorul de acasă care oferea mai multe premii într-un pachet, care includea de obicei o călătorie de vacanță de lux și/sau o mașină nouă. Telespectatorii depuneau ofertele prin cărți poștale, iar câștigătorul era anunțat în direct. La sfârșitul fiecărui episod, concurentul care câștiga cel mai mult (după valoarea în dolari) era declara campion care avea dreptul să joace din nou în episodul următor.
Show-ul a revenit în anul 1972 cu un format care este păstrat până în prezent:
- Runda licitației - patru concurenți chemați din public estimează prețul unui produs iar concurentul care spune cel mai apropiat preț, fără să-l depășească, merge mai departe. Ceilalți trei rămân în competiție pentru o nouă rundă de licitație la care se alătură un alt concurent din public.
- Jocuri de stabilire a prețurilor, în care concurentul joacă pentru o serie de premii, deseori bani sau automobile, majoritatea jocurilor fiind bazate pe cunoștințele jucătorului cu privire la prețul de vânzare cu amănuntul al premiilor sau al altor bunuri de consum, cum ar fi alimente și produse de uz casnic.
- Runda finală în care un concurent (sau mai mulți) estimează prețul marelui premiu.

Între 1972 și 1975, fiecare episod avea durata de 30 de minute, din 1975 fiind extins la o oră.

## În România
Prima variantă a show-ului în România a fost difuzată de PRO TV între decembrie 1997 și martie 2000, sub titlul Prețul corect, gazde fiind Stelian Nistor și Constantin Cotimanis. În 2009, formatul a fost preluat de Kanal D, sub titlul Spune-mi prețul, prezentator fiind Cosmin Cernat. Antena 1 a revitalizat emisiunea, denumind-o Prețul cel bun. Liviu Vârciu și Andrei Ștefănescu sunt prezentatori.

## Versiuni internaționale
Australia a fost prima țară care a preluat formatul de la americani, în 1972. În 1984, formatul a debutat și în Regatul Unit.
     Se difuzează      Nu se mai difuzează      Versiune care va apărea  
| Țara            | Titlu                                                                                               | Televiziunea                                                                                        | Gazda | Perioada de difuzare | Note                                                    |
| --------------- | --------------------------------------------------------------------------------------------------- | --------------------------------------------------------------------------------------------------- | --- | --- | ------------------------------------------------------- |
| Zona arabă      | لعبة الاسعار The Price Game                                                                         | MYTV Arabia                                                                                         | Sultan Al-Rashed | 13 aprilie 2021 – prezent |                                                         |
| Argentina       | El Precio Justo                                                                                     | Azul Televisión (1999) El Trece (2000) Telefe (2019–20)                                             | Fernando Bravo (1999–2000) Lizy Tagliani (2019–20) | 1999–2000 4 februarie 2019 – 26 iunie 2020 |                                                         |
| Australia       | The Price Is Right                                                                                  | ATN-7 (1957–59) GTV-9 (1958) Seven Network (1963)                                                   | Bruce Beeby (1957) Geoff Manion (1958) Keith Walshe (1959) Horrie Dargie (1963)                                                                                            | 1957–63 |                                                         |
| Australia       | The Price Is Right                                                                                  | Seven Network (1981–86, 2012) Network Ten (1973–74, 1989) Nine Network (1993–98, 2003–05)           | Garry Meadows (1973–74) Ian Turpie (1981–86, 1989) Larry Emdur (1993–98, 2003–05, 2012)                                                                                    | 5 februarie 1973 – 19 decembrie 2012 |                                                         |
| Belgia          | De Juiste Prijs                                                                                     | VTM                                                                                                 | Jan Theys (1990–92) Koen Wauters (2010) | 1990–92 2010 |                                                         |
| Belgia          | Le Juste Prix                                                                                       | RTL-TVI                                                                                             | Michaël Dufour | 2010 |                                                         |
| Brazilia        | O Preço Certo                                                                                       | SBT Rede Record                                                                                     | Silvio Santos Juan Alba | 1980s Octombrie 2009 – iunie 2010 |                                                         |
| Bulgaria        | Това е цената Tova e cenata                                                                         | bTV                                                                                                 | Veselin Kalanovski Niki Stanoev | 20 octombrie – 10 noiembrie 2013 4 ianuarie 2014–prezent                                                                                                |                                                         |
| Canada (Quebec) | Misez Juste                                                                                         | TQS                                                                                                 | Alain Léveillé | 1994–95 |                                                         |
| Canada (Quebec) | Price Is Right: À vous de jouer                                                                     | V                                                                                                   | Philipp Bond | septembrie 2011–12 |                                                         |
| Chile           | Diga lo que vale con Soprole                                                                        | Canal 13                                                                                            | Don Francisco | 1981–91 |                                                         |
| China           | 购物街 Gòu Wù Jiē                                                                                   | CCTV-2                                                                                              | Gao Bo Chen Beibei | 2007–11 | Numele se traduce cu "Strada de cumpărături"            |
| China           | 全是你的 Quan Shi Ni De                                                                             | Beijing TV                                                                                          | Li Yong | 2015 |                                                         |
| Columbia        | El precio es correcto                                                                               | Cadena Uno, Cadena Dos (1981–91) Caracol TV (2011–14)                                               | Gloria Valencia de Castaño (1981–89) Iván Lalinde (2011–14) | 1981–91 2011–14 |                                                         |
| Croația         | Dođi, pogodi, osvoji!                                                                               | RTL                                                                                                 | Antonija Blaće | 11 octombrie 2021 – prezent |                                                         |
| Ecuador         | El precio es cierto                                                                                 | | | |                                                         |
| Egipt           | The Price Is Right Bekam                                                                            | Al Nahar                                                                                            | Edward | 2015 |                                                         |
| Estonia         | Kuum Hind                                                                                           | Kanal 2                                                                                             | Emil Rutiku | octombrie 2007 |                                                         |
| Finlanda        | Mitä maksaa?                                                                                        | MTV (Yle) Nelonen                                                                                   | Mikko Yoderson Petri Liski | 1983–88 1998–2000 |                                                         |
| Franța          | Le Juste Prix                                                                                       | TF1                                                                                                 | Max Meynier Éric Galliano Patrick Roy Philippe Risoli Vincent Lagaf' | 1987–88 1988 1988–92 1992–2001 2009–15 |                                                         |
| Franța          | Le Juste Euro                                                                                       | France 2                                                                                            | Patrice Laffont | 2001–02 | Inițial titlul a fostDites-le en Euro! (Spune în Euro!) |
| Germania        | Der Preis ist heiß                                                                                  | RTL RTLplus                                                                                         | Harry Wijnvoord (1989–97, 2022–prezent) Wolfram Kons (2017) | 1989–97 2017 4 mai 2022 – prezent |                                                         |
| Grecia          | H τιμή τιμή δεν έχει H timí timí den échei                                                          | ANT1                                                                                                | Elias Mpenetos | 1991 |                                                         |
| India           | Tol Mol Ke Bol                                                                                      | Zee TV                                                                                              | R. Madhavan | 1999–2000 |                                                         |
| India           | Yehi Hai Right Price                                                                                | DD Metro 9 Gold                                                                                     | Rohit Roy | 6 ianuarie 2001 |                                                         |
| Indonezia       | Tebak Harga (2001–02) The Price is Right Indonesia (2003–05, 2010–11, 2016–18, 2020)                | Trans TV (2001–02; 2003–05) Indosiar (2010–11) RCTI (2016–18) GTV (2020)                            | Muhammad Farhan (2001–02; 2003–05) Steny Agustaf, Surya Insomnia și Ferry Ardiansyah (2010) Ananda Omesh și Gracia Indri (2016–18) Andhika Pratama și Edric Tjandra (2020) | 17 decembrie 2001 – 16 august 2002 2 mai 2003 – 27 mai 2005 11 august 2010 – 2011 10 decembrie 2016 – 11 martie 2018 10 august 2020 – 30 octombrie 2020 |                                                         |
| Israel          | פחות או יותר Pachot o' Yoter                                                                        | Channel 2                                                                                           | Aki Avni | 1995–98 |                                                         |
| Italia          | OK, il Prezzo è Giusto!                                                                             | Italia 1 (1983–87) Canale 5 (1988–96) Rete 4 (1987–88; 1996–2001)                                   | Gigi Sabani (1983–86) Iva Zanicchi (1987–2000) Emanuela Folliero (1999) Maria Teresa Ruta (2000–01)                                                                        | 21 decembrie 1983 – 13 aprilie 2001 |                                                         |
| Japonia         | The Chance ザ・チャンス！ Za cha-n-su                                                               | Tokyo Broadcasting System                                                                           | Pink Lady Shirō Itō Masayuki Yuhara | 1979–86 |                                                         |
| Letonia         | Veiksmes cena                                                                                       | TV3                                                                                                 | Valters Krauze | 7 ianuarie 2007 |                                                         |
| Liban           | The Price Is Right بلا TVA                                                                          | LBC                                                                                                 | Tony Baroud | 25 mai 2010 |                                                         |
| Mexic           | El Precio Es Blanco                                                                                 | Imevisión                                                                                           | Ángel Fernández și Patricia Panini | Anii 1980 |                                                         |
| Mexic           | Atinale Al Precio                                                                                   | Televisa                                                                                            | Marco Antonio Regil | 6 octombrie 1997 – 29 decembrie 2000 12 aprilie 2010 – 21 ianuarie 2011                                                                                 |                                                         |
| Moldova         | Ghicește Prețul                                                                                     | Jurnal TV                                                                                           | Bogdan Dascăl | 2016–prezent |                                                         |
| Maroc           | استوديو 5 Astudiu 5                                                                                 | RTM                                                                                                 | Aziz Chahal | 1995–96 |                                                         |
| Maroc           | السعر الصحيح Al seer al Saheeh                                                                      | 2M TV                                                                                               | | 2002 |                                                         |
| Myanmar         | The Price is Right                                                                                  | MRTV-4                                                                                              | Phyo Zaw Linn | 2017 |                                                         |
| Olanda          | Prijs je Rijk Prijzenslag Cash en Carlo The Price is Right                                          | AVRO RTL 4 Yorin SBS 6                                                                              | Fred Oster Hans Kazàn Carlo Boszhard Eddy Zoëy | 1986–88 1989–95 2002–04 2012 |                                                         |
| Noua Zeelandă   | The Price Is Right                                                                                  | TV3                                                                                                 | Dave Jamieson | 1992 |                                                         |
| Nigeria         | The Price Is Right                                                                                  | Africa Magic, AIT                                                                                   | Frank Edoho | 2018–19 |                                                         |
| Pakistan        | The Price Is Right                                                                                  | Geo TV                                                                                              | Ali Salman | 2010 |                                                         |
| Peru            | Diga lo que Vale                                                                                    | Panamericana Televisión                                                                             | Johnny López | 1982–84 1987 |                                                         |
| Filipine        | The Price Is Right                                                                                  | ABC                                                                                                 | Dawn Zulueta | 2001–03 |                                                         |
| Filipine        | The Price Is Right                                                                                  | ABS-CBN                                                                                             | Kris Aquino | 14 februarie 2011 – 13 august 2011 |                                                         |
| Polonia         | Dobra cena                                                                                          | TVN                                                                                                 | Grzegorz Wons | 1997–98 |                                                         |
| Portugalia      | O Preço Certo (1990–93, 2002–03, 2006–prezent) O Preço Certo em Euros (ianuarie 2002 – martie 2006) | RTP1                                                                                                | Carlos Cruz (1990–92) Nicolau Breyner (1992–93) Jorge Gabriel (2002–03) Fernando Mendes (2003–06, 2006–prezent)                                                            | 1990–93 ianuarie 2002 – martie 2006 septembrie 2006–prezent                                                                                             |                                                         |
| România         | Prețul corect                                                                                       | PRO TV                                                                                              | Stelian Nistor și Constantin Cotimanis | decembrie 1997 – martie 2000 |                                                         |
| România         | Spune-mi prețul                                                                                     | Kanal D                                                                                             | Cosmin Cernat | 2009 |                                                         |
| România         | Prețul cel bun                                                                                      | Antena 1                                                                                            | Liviu Vârciu și Andrei Ștefănescu | 2021–2023 |                                                         |
| Rusia           | Лотто-Миллион Lotto-Million                                                                         | Ostankino, ORT                                                                                      | Stepan Polianski | 1994–96 | Versiune ne-licențiată                                  |
| Rusia           | Цена удачи Tsena udachi                                                                             | NTV                                                                                                 | Boris Smolkin Anton Komolov | 11 septembrie 2005 – 25 iunie 2006 |                                                         |
| Slovacia        | Cena je správna                                                                                     | TV JOJ                                                                                              | Andrea Lehotská și Matej "Sajfa" Cifra (2013) Michal Hudák (2013–14) | 2013–14 |                                                         |
| Spania          | El Precio Justo                                                                                     | TVE1 (1988–89; 1990–93, 1999–2002) TVE2 (1989–90) Antena 3 (2006–07) Telecinco (2021) Cuatro (2021) | Joaquín Prat (1988–93) Carlos Lozano (1999–2001) Guillermo Romero (2001–02) Juan y Medio (2006–07) Carlos Sobera (2021)                                                    | 1988–93 1999–2002 2006–07 2021 |                                                         |
| Spania          | El Precio Justo                                                                                     | Canal 7                                                                                             | Agustín Bravo | 1996–97 |                                                         |
| Thailanda       | ทายได้ให้เลย Guess Right, Give Now                                                                    | Channel 5                                                                                           | Nattee Kosolpisit | 2003–04 |                                                         |
| Thailanda       | The Price Is Right Thailand ราคาพารวย The Price is Right Thailand's: Rich Price                     | True 4U                                                                                             | Ketsepsawat Palagawongse na Ayutthaya | 27 iulie 2015 – 2 ianuarie 2020 |                                                         |
| Thailanda       | The Price Is Right Thailand ราคาพารวย The Price is Right Thailand's: Rich Price                     | Channel 8                                                                                           | Ketsepsawat Palagawongse na Ayutthaya | 17 august 2020 – 14 august 2021 |                                                         |
| Turcia          | Kaç Para?                                                                                           | aTV                                                                                                 | Özkan Uğur Vatan Șașmaz | 8 septembrie 2003 – 23 ianuarie 2004 2011 |                                                         |
| Regatul Unit    | The Price Is Right                                                                                  | ITV (1984–88, 1995–2001, 2006–07, 2020) Sky One (1989–90) Channel 4 (2017)                          | Leslie Crowther (ITV prime time) Bob Warman (Sky One daytime) Bruce Forsyth (ITV prime time) Joe Pasquale (ITV daytime) Alan Carr (Channel 4, ITV 2020)                    | 24 martie 1984 – 12 ianuarie 2007 30 decembrie 2017 iunie 2020                                                                                          |                                                         |
| Uruguay         | El Precio Justo                                                                                     | Canal 4                                                                                             | Luis Alberto Carballo | 2 mai 2022 – prezent |                                                         |
| Venezuela       | Lotto Quiz                                                                                          | Venevisión                                                                                          | César González | 1997–99 | Versiune ne-licențiată                                  |
| Venezuela       | El Precio Justo                                                                                     | RCTV                                                                                                | Winston Vallenilla | 2002–04 |                                                         |
| Vietnam         | Hãy Chọn Giá Đúng                                                                                   | VTV3                                                                                                | Lại Văn Sâm (2004, 2014) Lưu Minh Vũ (2005–12, 2014, 2018–19) Trần Hồng Ngọc (2012–16, 2016–18) Dương Hồng Phúc (2018–19) Phan Tuấn Tú and Nguyễn Hoàng Linh (2019–2020)   | 26 iunie 2004 – 25 iunie 2016 3 decembrie 2016 – 26 decembrie 2020                                                                                      |                                                         |